# Шепотько, Виктор Михайлович
Виктор Михайлович Шепотько (укр. Віктор Михайлович Шепотько; 1939—2012) — советский и украинский спортсмен и тренер по тяжёлой атлетике (пауэрлифтинг); Мастер спорта СССР по тяжёлой атлетике, Заслуженный тренер Украины.

## Биография
Родился 15 октября 1939 года.
Как спортсмен-тяжелоатлет, был чемпионом Европы и двукратным чемпионом мира по пауэрлифтингу. Являлся одним из пяти рекордсменов по тяжелой атлетике в мире, который покорил вес, превышающий полтонны.
В качестве тренера в ДЮСШ Красного Лимана (ныне — Лиман) работал с 1970 по 2012 годы. В числе его воспитанников — Алексей Рокочий, Игорь Кухаревич, Владимир Омельченко, Владислав Мошенко.
Умер 21 августа 2012 года в Лимане Донецкой области Украины.
13 марта 2013 года в городе в честь В. М. Шепотько была открыта мемориальная доска.